# Distretto della Bačka Settentrionale
Il distretto della Bačka Settentrionale (in serbo Севернобачки округ?, Severnobački okrug, in ungherese Észak Bácskai Körzet, in croato Sjevernobački okrug, in slovacco Severobáčsky okres, in romeno Districtul Bacica de Nord) è un distretto della Voivodina.

## Comuni
Il distretto si divide in tre comuni e 45 villaggi
- Subotica (in ungherese Szabadka)
- Bačka Topola (in ungherese Topolya)
- Mali Iđoš (in ungherese Kishegyes)

## Galleria d'immagini

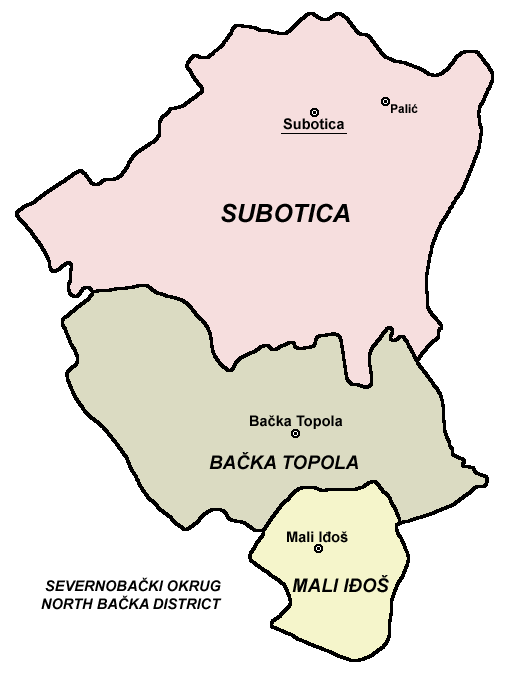
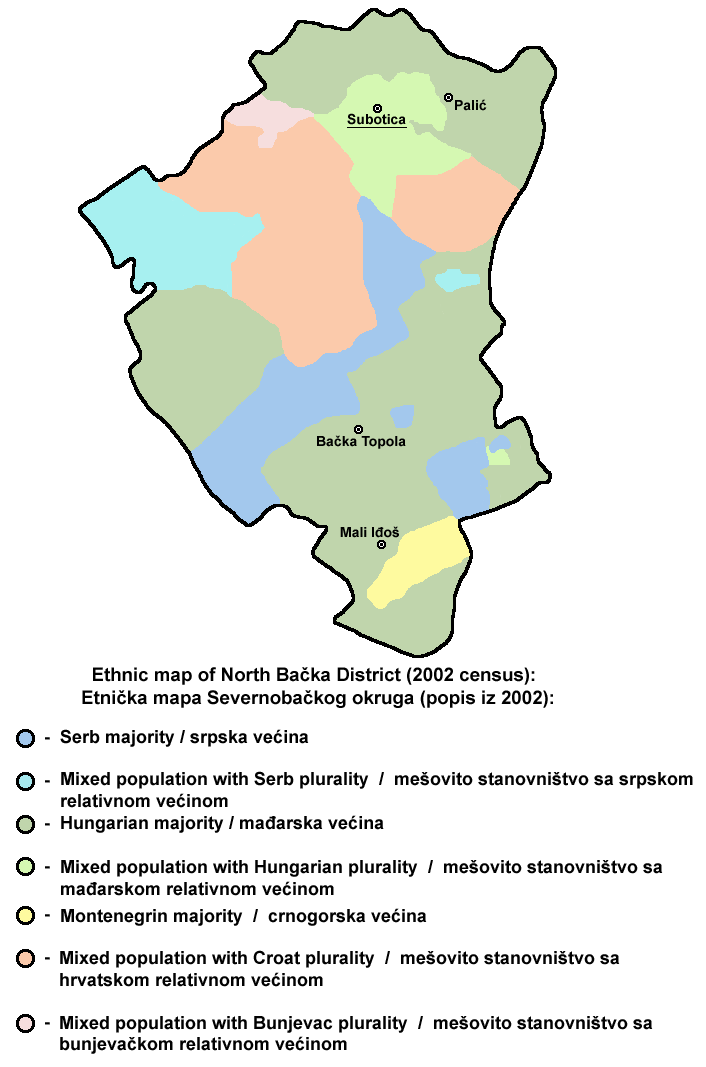